# Fábio Silva
Fábio Daniel Soares Silva (ur. 19 lipca 2002 w Porto) – portugalski piłkarz występujący na pozycji napastnika w klubie Rangers, do którego jesy wypożyczony z Wolverhampton Wanderers. 
Wychowanek Benfiki, w trakcie swojej kariery grał także w FC Porto i RSC Anderlecht I PSV Eindhoven. Młodzieżowy reprezentant Portugalii.